# Tridenchthonius
Genre
Synonymes
- Afroditha Beier, 1930

Tridenchthonius est un genre de pseudoscorpions de la famille des Tridenchthoniidae.

## Distribution
Les espèces de ce genre se rencontrent en Amérique et en Afrique.

## Liste des espèces
Selon Pseudoscorpions of the World (version 3.0) :
- Tridenchthonius addititius Hoff, 1950
- Tridenchthonius africanus (Beier, 1931)
- Tridenchthonius beieri Mahnert, 1983
- Tridenchthonius brasiliensis Mahnert, 1979
- Tridenchthonius buchwaldi (Tullgren, 1907)
- Tridenchthonius cubanus (Chamberlin, 1929)
- Tridenchthonius donaldi Turk, 1946
- Tridenchthonius gratus Hoff, 1963
- Tridenchthonius juxtlahuaca Chamberlin & Chamberlin, 1945
- Tridenchthonius mexicanus Chamberlin & Chamberlin, 1945
- Tridenchthonius parvidentatus (Balzan, 1887)
- Tridenchthonius parvulus Balzan, 1887
- Tridenchthonius peruanus Beier, 1955
- Tridenchthonius serrulatus (Silvestri, 1918)
- Tridenchthonius surinamus (Beier, 1931)
- Tridenchthonius trinidadensis Hoff, 1946

## Publication originale
- Balzan, 1887 : Chernetidae nonnullae Sud-Americanae, I. Asuncion.